# Organi costituzionali dell'Unione Sovietica

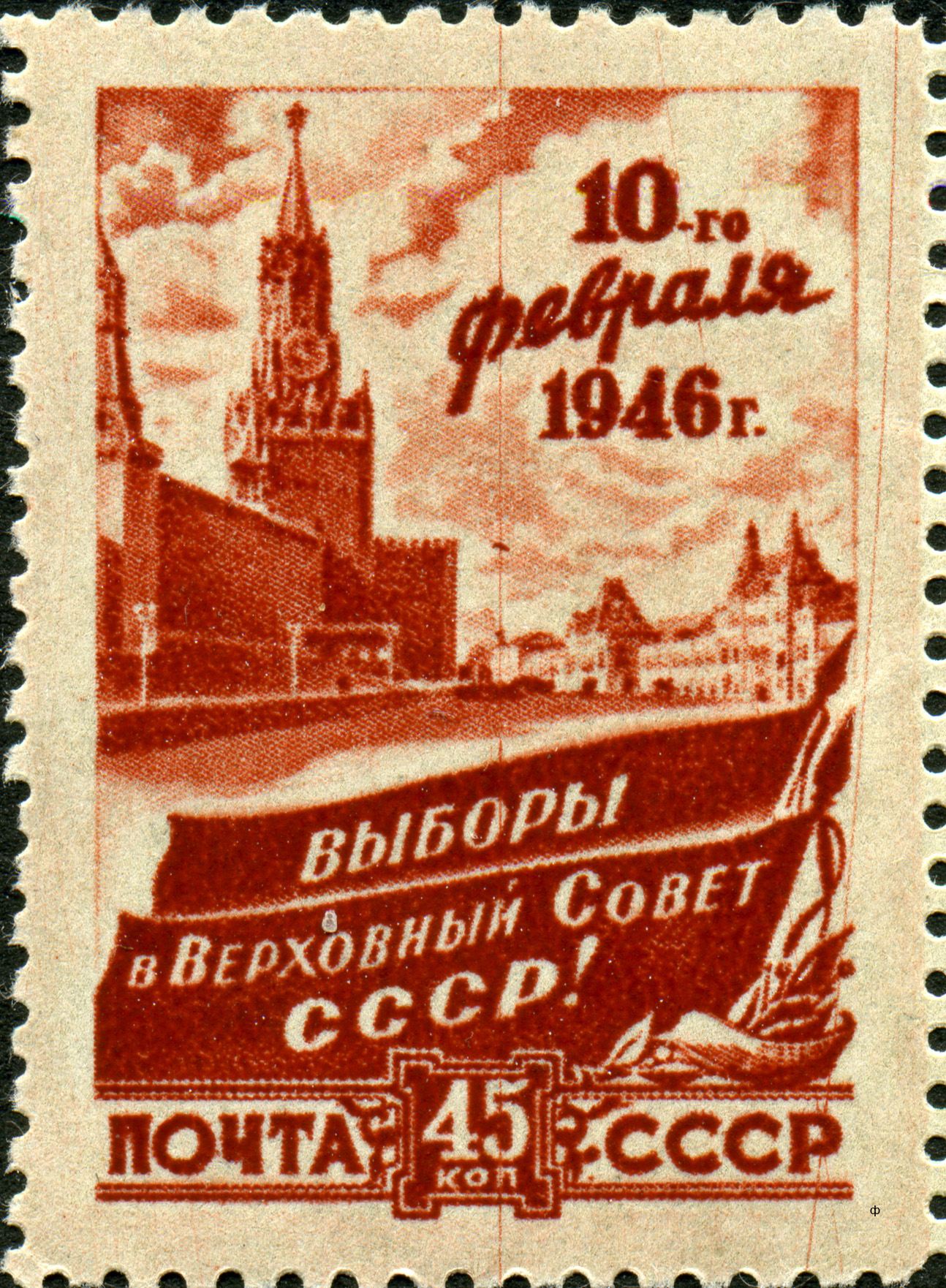
Francobollo sovietico del 1946 dedicato alle elezioni del Soviet Supremo dell'URSS

Gli organi costituzionali dell'URSS erano gli organi del potere statale in Unione Sovietica, la cui attività era regolata dalle varie redazioni della Costituzione dell'Unione Sovietica.
Fondamento dell'organizzazione statale dell'URSS era il centralismo democratico, secondo cui tutti gli organi del potere statale erano eletti dal basso verso l'alto ed erano subordinati al popolo, e allo stesso tempo le decisioni degli organi superiori erano obbligatorie per quelli inferiori.
Tutto il potere era detenuto dal popolo, che lo esercitava tramite i Soviet, che potevano delegare secondo criteri di differenziazione del lavoro e delle funzioni. In questo modo veniva rifiutato il principio della separazione dei poteri, tipico delle società borghesi in cui è necessario mediare i conflitti di classe.

## Storia

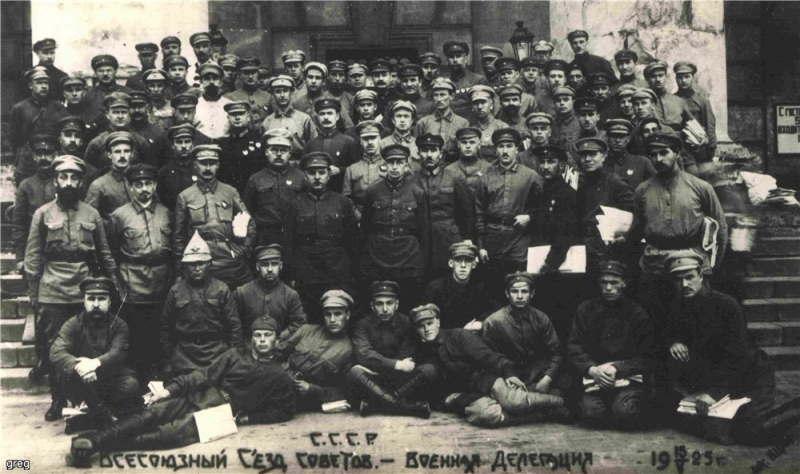
Delegati militari al III Congresso dei Soviet dell'URSS (1925)

La Costituzione sovietica del 1924 confermava e dettagliava quanto stabilito con il Trattato di fondazione dell'URSS (1922), a sua volta fondato sulla Costituzione della RSFS Russa del 1918. Organo supremo del potere statale veniva proclamato il Congresso dei Soviet dell'URSS. Negli intervalli tra le sessioni del Congresso dei Soviet, le sue funzioni erano esercitate dal Comitato esecutivo centrale (CEC) dell'URSS, suddiviso in due camere, il Soviet dell'Unione e il Soviet delle Nazionalità, e a sua volta, tra le riunioni del CEC, i poteri legislativo, esecutivo e amministrativo erano esercitati dal Presidium del Comitato esecutivo centrale.
Organo esecutivo e amministrativo del CEC era il Consiglio dei commissari del popolo (Sovnarkom) dell'URSS, a cui facevano capo i Commissariati del popolo (Narkomat). Alla Corte suprema dell'URSS era riservato il compito di assicurare la legalità rivoluzionaria.
A livello di ciascuna delle singole Repubbliche dell'Unione erano analogamente istituiti Congresso dei Soviet, Comitato esecutivo centrale, Consiglio dei commissari del popolo e Corte suprema.

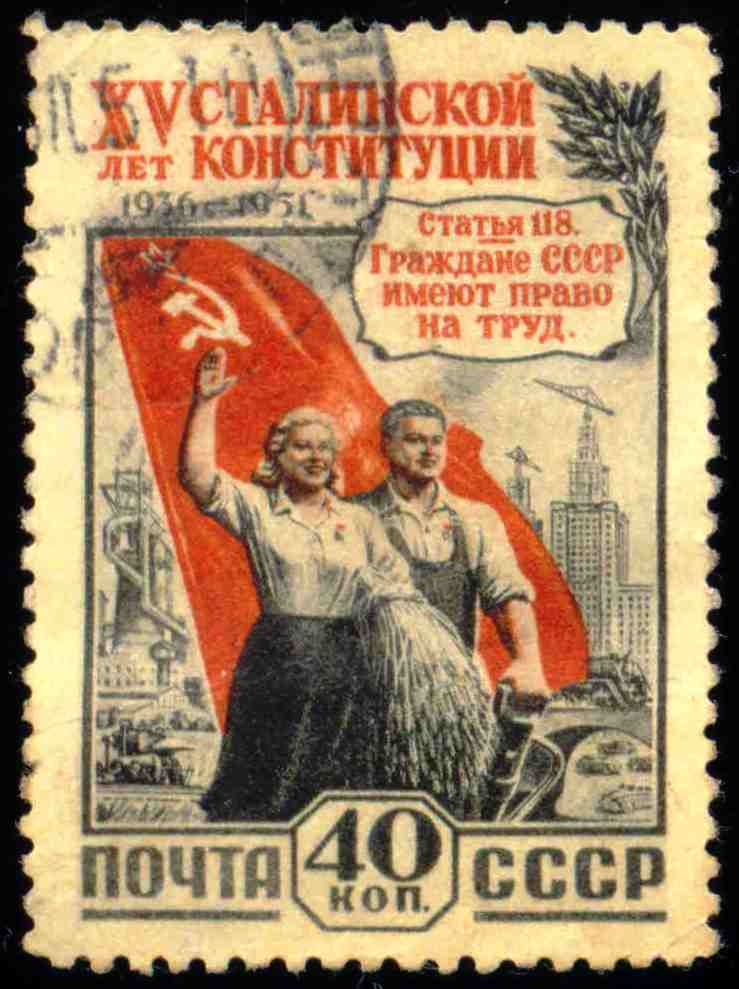
Francobollo dedicato ai quindici anni della Costituzione del 1936

Con la Costituzione sovietica del 1936 vennero soppressi, sia a livello centrale che di Repubbliche federate, il Congresso dei Soviet e il Comitato esecutivo centrale. In qualità di organo superiore venne istituito a livello centrale il Soviet Supremo dell'URSS, che deteneva in modo esclusivo il potere legislativo, era suddiviso come il CEC in due camere, il Soviet dell'Unione e il Soviet delle Nazionalità, ed eleggeva al proprio interno il Presidium del Soviet Supremo. Singoli Soviet Supremi vennero creati anche a livello repubblicano. Venne inoltre istituita la Procura dell'URSS e quelle repubblicane con il compito di sorvegliare l'esatta applicazione delle leggi da parte degli organismi amministrativi.
Nel 1946, con legge costituzionale approvata dal Soviet Supremo dell'URSS, sia a livello centrale che repubblicano il Consiglio dei commissari del popolo venne riorganizzato in Consiglio dei ministri (Sovmin) e i Commissariati in Ministeri. La struttura così risultante venne sostanzialmente confermata nella nuova Costituzione del 1977, che specificò come tutti i Soviet dei deputati del popolo (dal Soviet Supremo dell'URSS ai singoli Soviet territoriali) costituissero il sistema unitario degli organi del potere statale, e ribadiva il ruolo di organo esecutivo e amministrativo superiore del Consiglio dei ministri.
Nel 1988, in fase di perestrojka, vennero istituiti come organi rappresentativi il Congresso dei deputati del popolo dell'URSS e quelli delle Repubbliche federate, che eleggevano al proprio interno il Soviet Supremo dell'URSS e delle singole Repubbliche. Nel marzo 1990 venne inoltre creata la figura del Presidente dell'Unione Sovietica, mentre nel dicembre dello stesso anno il Consiglio dei ministri venne riorganizzato in Gabinetto dei ministri (Kabmin), facente riferimento non più in modo diretto al Soviet Supremo, ma al Presidente dell'URSS.
Con la dissoluzione dell'Unione Sovietica gli organismi centrali cessarono la propria attività, mentre quelli di livello repubblicano furono successivamente soppressi o riorganizzati al livello dei nuovi Stati indipendenti. Nella Federazione Russa, ad esempio, il Soviet Supremo e il Congresso dei deputati del popolo continuarono ad operare fino al 1993.

## Organi superiori del potere statale

### Congresso dei Soviet
Il Congresso dei Soviet dell'URSS fu l'organo superiore del potere statale in Unione Sovietica a partire dalla fondazione di quest'ultima, nel 1922, sulla base dapprima del Trattato di fondazione dell'URSS e, dal 1924, della Costituzione.
Il Congresso si componeva dei rappresentanti dei Soviet urbani e dei Soviet dei centri abitati di tipo urbano nella proporzione di un deputato ogni 25 000 abitanti e dei rappresentanti dei Soviet di governatorato in numero di uno ogni 125 000 abitanti. I delegati venivano eletti nei Congressi dei Soviet di governatorato o, laddove non vi fossero Unioni di governatorato, nei Congressi dei Soviet repubblicani.
Il diritto di convocare il Congresso dei Soviet spettava al Comitato esecutivo centrale dell'URSS di propria iniziativa, su richiesta del Soviet dell'Unione o del Soviet delle Nazionalità o di due repubbliche federate.
L'attività del Congresso dei Soviet cessò in seguito all'approvazione della Costituzione sovietica del 1936.

### Comitato esecutivo centrale
Il Comitato esecutivo centrale (CEC) dell'URSS svolgeva le funzioni di organo superiore del potere statale nei periodi tra due sessioni del Congresso dei Soviet dell'URSS.
Era suddiviso in due camere, il Soviet dell'Unione e il Soviet delle Nazionalità. Il primo veniva eletto dal Congresso dei Soviet dell'URSS per un totale di 414 membri, mentre il secondo era formato da cinque rappresentanti per ogni Repubblica federata o autonoma e uno per ogni Repubblica autonoma della RSFS Russa ed altre Repubbliche autonome espressamente indicate in Costituzione. Il CEC si riuniva in seduta ordinaria tre volte l'anno e in sedute straordinarie convocate dal suo Presidium su richiesta di uno dei Presidium delle due camere o del CEC di una Repubblica federata.
I progetti di legge esaminati dal CEC richiedevano l'approvazione di entrambe le camere, e in caso di disaccordo interveniva un'apposita commissione di conciliazione da esse formata, oppure la questione veniva rimessa alle sedute comuni del Comitato esecutivo centrale o a una sessione del Congresso dei Soviet.
Negli intervalli tra due riunioni del CEC, organo del potere legislativo, esecutivo e amministrativo era il Presidium del Comitato esecutivo centrale dell'URSS, eletto dalle camere in seduta comune per un totale di 21 membri, tra cui i 14 componenti (sette ciascuno) del Presidium del Soviet dell'Unione e di quello del Soviet delle Nazionalità.
L'attività del Comitato esecutivo centrale dell'URSS è cessata nel gennaio 1938, con la formazione dei nuovi organismi previsti dalla Costituzione del 1936.

### Soviet Supremo
Il Soviet Supremo dell'URSS e quelli delle repubbliche federate furono istituiti nel 1936 con l'approvazione della nuova Costituzione sovietica, che sopprimeva il Congresso dei Soviet e il Comitato esecutivo centrale e poneva il nuovo organo al vertice del sistema. Ad esso veniva assegnato in modo esclusivo il potere legislativo.
La struttura del Soviet Supremo riproponeva la suddivisione già presente nel CEC dell'URSS in Soviet dell'Unione e Soviet delle Nazionalità, che venivano eletti a suffragio universale per la durata di quattro anni. I deputati del Soviet dell'Unione venivano eletti nella proporzione di uno ogni 300 000 abitanti, mentre il Soviet delle Nazionalità garantiva la rappresentanza di 25 deputati per ogni Repubblica federata  (32 secondo la Costituzione del 1977), 11 per ogni Repubblica autonoma, cinque per ogni oblast' autonoma e uno per ogni circondario nazionale. Le due camere godevano di uguali diritti e le leggi si consideravano approvate se votate da entrambe. In caso di disaccordo si formava una commissione di conciliazione, e in caso di ulteriore disaccordo le camere riesaminavano il testo, fino all'eventuale scioglimento anticipato della legislatura da parte del Presidium del Soviet Supremo.
Il Presidium era incaricato di convocare il Soviet Supremo (in seduta ordinaria almeno due volte all'anno) e ad esso erano delegate numerose altre funzioni, in particolar modo nei periodi tra le riunioni del Soviet Supremo. Veniva eletto dalle camere in seduta comune in una composizione che consisteva, secondo la Costituzione del 1936, di Presidente, undici vicepresidenti (ampliati a quindici dalla Costituzione del 1977), segretario e 24 membri (21 nel 1977).
Nel 1989, dopo l'elezione del I Congresso dei deputati del popolo, il Soviet Supremo perse il suo ruolo di organo superiore del potere statale e divenne una sorta di parlamento permanente, eletto dallo stesso Congresso.

### Congresso dei deputati del popolo
Il Congresso dei deputati del popolo dell'URSS fu istituito come nuovo organo superiore del potere statale tramite Legge costituzionale nel dicembre del 1988, nell'ambito del processo di riorganizzazione del sistema politico avviato dall'ultimo Segretario del PCUS Michail Gorbačëv. Analoghe strutture vennero create in Russia e nella RSSA Daghestana. Tra le altre funzioni del Congresso vi era quella di eleggere tra i propri membri il Soviet Supremo.
Il Congresso dei deputati del popolo dell'URSS era composto di 2250 membri, da eleggersi ogni cinque anni. A causa della successiva dissoluzione dell'Unione Sovietica l'assemblea operò nel corso di una sola legislatura, eletta nella primavera del 1989. Si riunì nel corso di cinque sessioni prima di autosospendere la propria attività il 5 settembre 1991.
Il sistema elettorale prevedeva la scelta di un terzo dei deputati a elezione diretta per circoscrizioni maggioritarie, un terzo secondo un sistema che garantiva la rappresentatività di tutte le Repubbliche federate e autonome, le oblast' autonome e le circoscrizioni nazionali, mentre un terzo dei membri era scelto all'interno delle varie organizzazioni sociali secondo criteri stabiliti dalla legge.

## Organi esecutivo-amministrativi

### Consiglio dei commissari del popolo
Il Consiglio dei commissari del popolo dell'URSS (Sovnarkom dell'URSS) era individuato dalla Costituzione sovietica del 1924 come organo esecutivo e amministrativo del Comitato esecutivo centrale, le cui camere ne eleggevano i componenti in seduta comune e che aveva diritto di sospenderne le deliberazioni. Del Sovnarkom facevano parte Presidente del Consiglio dei Commissari del popolo, vicepresidenti e dieci Commissari del popolo, ciascuno alla direzione dei Commissariati del popolo, cinque di carattere federale, unici per tutte le Repubbliche, e cinque unificati.
Con la Costituzione del 1936 vennero previsti otto Commissariati del popolo federali e dieci federali-repubblicani. Oltre ai rispettivi Commissari, al Presidente e ai vicepresidenti del Sovnarkom, entravano a far parte del Consiglio, eletto dal Soviet Supremo, anche i Presidenti di determinati Comitati e Commissioni statali.
Il Consiglio dei commissari del popolo dell'URSS e quelli delle Repubbliche federate furono riorganizzati in Consigli dei ministri con legge del Soviet Supremo dell'URSS nel 1946.

### Consiglio dei ministri
Il Consiglio dei ministri (Sovmin) dell'URSS fu istituito come organo superiore del potere esecutivo e amministrativo in sostituzione del Consiglio dei commissari del popolo nel 1946, tramite una Legge costituzionale del Soviet Supremo che riorganizzava il Governo centrale e quelli delle Repubbliche federate, trasformando tutti i Commissariati del popolo in Ministeri e i Commissari in Ministri.
Il Sovmin era composto da Presidente, primi vicepresidenti e vicepresidenti, Ministri e presidenti di Comitati statali e altri organismi, secondo quanto previsto dalla Costituzione.
Tale impostazione venne confermata dalla Costituzione del 1977, mentre nel dicembre 1990 il Consiglio dei ministri fu trasformato in Gabinetto dei ministri (Kabmin), che perse il ruolo di organo superiore non essendo più sottoposto direttamente al Soviet Supremo ma al neonato istituto del Presidente dell'Unione Sovietica.

## Organi giudiziari

### Corte suprema
La Corte suprema (o Tribunale supremo) dell'URSS (in russo Верховный суд СССР?, Verchovnyj sud SSSR) venne istituita dalla Costituzione sovietica del 1924 sul modello della Corte suprema della RSFS Russa, come organo operante presso il Comitato esecutivo centrale e finalizzato al consolidamento della legalità rivoluzionaria. La sua composizione plenaria consisteva di undici membri, compresi i quattro presidenti del plenum delle Corti supreme delle Repubbliche federate. Veniva inoltre prevista la figura del Procuratore della Corte suprema.
Nelle Costituzione del 1936 e del 1977 la Corte veniva indicata come organo giudiziario superiore e se ne prevedeva la nomina da parte del Soviet Supremo.
 Nel 1957, in fase di disgelo, erano tuttavia stati ridimensionati tramite Legge costituzionale i poteri della Corte suprema dell'URSS rispetto agli analoghi istituti repubblicani.
Le ultime due Carte costituzionali individuavano inoltre la figura del Procuratore dell'URSS, nominato dal Soviet Supremo, con il compito di sorveglianza sull'esatta applicazione delle leggi.